# DJ Peter Project
DJ Peter Project is een Eurodance-groep die in 1999 de hitlijsten haalde met het nummer '2 New-York'. Dit was een nummer één-hit in België. Nadien werden de volgende nummers 'Partyplane en 'Doo be doo' ook een hit.

## Ontstaan
DJ Peter Project ontstond in 1998 en bestond uit de Belgische  producer Flip Vanderputte, de Zuid-Afrikaanse rapper Vincent Kemper (ook gekend als Vince) en de Nederlandse zangeres Anita Van Gils. Kemper en Van Gils woonden in Nederland en bevonden zich al een tijdje in de artiestenwereld. Zo startte Kemper met de groep Twenty Four Seven, deed modellenwerk en was te zien in verscheidene muziekclipjes. Anita Van Gils speelde al vanaf haar 12 jaar mee in grote musicals. Ze speelde ook in enkele muziekclips en werkte een tijd als model. In de productie was onder andere ook Angela Brouwers betrokken. In Nederland bekend als Angel-Eye. Onder andere componeerde ze mee aan de hitsong The Partyplane.
De groep heeft geruime tijd niets meer van zich laten horen, maar in 2002 kwamen ze terug met 'Ride The Rocket'. De groep bestaat sinds 2002 ook niet meer uit de oorspronkelijke leden, maar uit Clifton Bijlhout (bijgenaamd Steez) en Loredana De Amicis.

## Discografie

### Singles
- Show Me The Way - 1998
- 2 New-York - 1999
- Party Plane - 2000
- Doo Be Doo - 2000
- Ride the Rocket - 2002
- Supersonic - 2004

### Remixes
- Da Boy Tommy - Full Moon - 2000